# Pseudechis papuanus
Espèce
Pseudechis papuanus est une espèce de serpents de la famille des Elapidae. 

## Répartition
Cette espèce se rencontre :
- sur Yos Sudarso en Nouvelle-Guinée occidentale en Indonésie ;
- sur Yule en Papouasie-Nouvelle-Guinée ;
- sur Saibai dans les îles du détroit de Torrès au Queensland.

## Publication originale
- Peters & Doria, 1878 : Catalogo dei rettili e dei batraci raccolti da O. Beccari, L.M. DAlbertis e A.A. Bruijn nella sotto-regione Austro-Malese. Annali del Museo Civico di Storia Naturale di Genova, ser. 1, vol. 13, p. 323-450 (texte intégral).